# Рождество в Вигала
«Рождество в Вигала» — советский фильм 1980 года, снятый на киностудии «Таллинфильм» режиссёром Марком-Тоомасом Соосааром.

## Сюжет
В основе фильма — действительные события периода Революции 1905 года.
Бернхард Лайпманн, учитель из Вигала — волостного центр Эстляндской губернии Российской империи, избирается делегатом эстонского крестьянского съезда в Тарту. Вернувшись со съезда он пропагандирует среди крестьян идеи социализма, что в результате революции они получат землю.
На Рождество 1905 года в пьяном угаре и веселье толпы наиболее радикально настроенных крестьян захватывают помещичью усадьбу, грабят и сжигают её.
Жена учителя Лийса, зная ненависть к её мужу помещиков и властей, понимая что его объявят зачинщиком, пытается уговорить мужа уехать за границу. Но Лайпманн, понимая свою ответственность за случившееся в Вигала, остаётся.
Прибывшие карательные войска во главе с генералом Безобразовым арестовывают зачинщиков бунта, а по их ложным показаниям и Лайпманна.
Учителя приговаривают к наказанию розгами. Предпочитая позору смерть, он требует заменить порку расстрелом.

## В ролях
- Эвалд Аавик — Бернхард Лайпманн
- Керсти Крейсманн — Лийса Лайпманн
- Юри Аррак — Антс Лайкмаа
- Айн Каалеп — барон Будберг
- Линнар Приймяги — барон Юкскюлль
- Виктор Балашов — генерал Безобразов
- Аго Роои — генерал Ренненкампф
- Лора Умарова — Виола
- Маргус Оопкауп — Антон Колумбус
- Омар Волмер — Мадис Ленсманн
- Арво Кукумяги — Михкель Ваябе, кучер
- Антс Йыги — отец Бернхарда Лайпманна
- Яан Каплинский — пастор Буш
- Пеэтер Симм — Константин Пятс
- Пеэтер Урбла — Яан Теэмант
- Тыну Карк — Михнель
- Андрес Табун — Андрес
- Прийт Педаяс — Антс Лаас, фермер
- Геннадий Муравин — офицер Шмидт

## Съёмки
Место съёмки фильме — исторический музейный комплекс мызы Тестама.

## О фильме
Это единственный художественный фильм режиссёра-документалиста Марка-Тоомаса Соосаара, и снят в документальной манере, в начале фильма есть интервью со старожилами Вигала ещё помнящими те события и героя фильма, на протяжении фильма события комментируются закадровым голосом современника с учётом исторической оценки событий:

… интересен пролог картины, здесь берёт начало внутренний, скрытый сюжет вещи попытка преодолеть героическую легенду и выйти к трезвому историческому знанию без романтического флера. Вот кадры, снятые без затей, но поставленные уверенной рукой профессионала документалиста (M. Cooсаар, по исконной своей профессии документалист оператор и режиссёр, не собирается расставаться с документальной камерой).— журнал «Дружба народов», 1986
В кинопрокате СССР 1980 года фильм занял 24 место, его посмотрели 800 000 зрителей — как пишет киновед Сергей Кудрявцев, фильм вышел в 164 копиях (что по тем трудным временам — в частности, из-за отсутствия плёнки — являлось вполне неплохим тиражом для фильма из национальной республики), была обойдена вниманием как зрителей, так и критиков.
Как указывает в своей монографии эстонский киновед Ыйэ Орав, фильм современной критикой был принят по-разному: некоторые рецензенты упрекали фильм в исторических неточностях, в изображении Бернхарда Ламанна как нерешительного и переменчивого, в то же вермя другие приняли фильм хорошо, считая, что герой показан умным, уравновешеным и принципиальным; при этом на художественную сторону фильма критики обращали гораздо меньше внимания.